# Trưng cầu dân ý về hiến pháp Thổ Nhĩ Kỳ năm 2007
Một cuộc trưng cầu ý dân về hiến pháp được tổ chức tại Thổ Nhĩ Kỳ vào ngày 21 tháng 10 năm 2007. Sau cuộc bầu cử tổng thống vào tháng 5 năm 2007, chính phủ của Recep Tayyip Erdoğan trình sửa đổi hiến pháp về hệ thống bầu cử tại Đại Quốc hội. Sửa đổi hiến pháp được thông qua với sự ủng hộ của Đảng Công lý và Phát triển của Erdoğan và Đảng Tổ quốc đối lập.

## Bối cảnh
Hiến pháp Thổ Nhĩ Kỳ 1982 quy định tổng thống do Đại Quốc hội bầu ra. Trong cuộc bầu cử tổng thống vào cuối tháng 4 và đầu tháng 5 năm 2007, bốn cuộc biểu quyết phải được tổ chức để bầu tổng thống vì các đảng đối lập tẩy chay cuộc bầu cử. Kết quả cuộc biểu quyết đầu tiên bị Tòa án hiến pháp hủy bỏ vì không có đủ hai phần ba số đại biểu tham dự phiên họp để biểu quyết.

### Sửa đổi hiến pháp
Sửa đổi hiến pháp gồm những nội dung sau đây:
- tổng thống được bầu trực tiếp thay vì do Đại Quốc hội bầu ra;
- giảm nhiệm kỳ của tổng thống từ bảy năm xuống năm năm;
- cho phép tổng thống tái cử;
- giảm nhiệm kỳ của mỗi khóa Đại Quốc hội từ năm năm xuống bốn năm;
- giảm số lượng đại biểu Đại Quốc hội cần thiết để biểu quyết từ hai phần ba xuống một phần ba.

Sửa đổi hiến pháp được Đại Quốc hội thông qua vào ngày 11 tháng 5, nhưng bị Tổng thống Ahmet Necdet Sezer phủ quyết vì lo ngại rằng việc bầu trực tiếp tổng thống có thể gây bất ổn với thủ tướng. Đại Quốc hội bác bỏ quyền phủ quyết của tổng thống với 370 phiếu thuận và 21 phiếu chống.
| Đảng | Số ghế              | Số ghế              | Kết quả biểu quyết ngày 11 tháng 5 | Kết quả biểu quyết ngày 31 tháng 5 |
| --- | ------------------- | ------------------- | ---------------------------------- | ---------------------------------- |
| Đảng Công lý và Phát triển (AKP) | 352                 | 352                 |                                    | 352                                |
| Đảng Nhân dân Cộng hòa (CHP) | 149                 | 149                 |                                    | 0                                  |
| Đảng Tổ quốc (ANAP) | 20                  | 24                  |                                    | 2                                  |
| Đảng Dân chủ(DP) | -                   | 24                  |                                    | -                                  |
| Đảng Chánh đạo (DYP) | 4                   | 24                  |                                    | 0                                  |
| Đảng Nhân dân Dân chủ Xã hội (SHP) | 1                   | 1                   |                                    | 0                                  |
| Đảng Nhân dân vươn mình (HYP) | 1                   | 1                   |                                    | 0                                  |
| Đảng Trẻ (GP) | 1                   | 1                   |                                    | 0                                  |
| Không đảng phái Bağımsız | 13                  | 13                  |                                    | 11                                 |
| Tổng số ghế / Tổng số phiếu thuận | 541                 | 541                 | 376                                | 370                                |
| Tổng số phiếu chống | Tổng số phiếu chống | Tổng số phiếu chống | (165 đại biểu tẩy chay)            | 21 - (150 đại biểu tẩy chay)       |
| Ngày 2 tháng 6 năm 2007, Đảng Chánh đạo tuyên bố sẽ đổi tên thành Đảng Dân chủ (DP), và Đảng Tổ quốc tuyên bố sẽ sáp nhập vào Đảng Dân chủ. Đảng Chánh đạo đổi tên thành Đảng Dân chủ nhưng Đảng Tổ quốc quyết định không sáp nhập vào Đảng Dân chủ. Tuy nhiên, Đảng Tổ quốc đồng ý ủng hộ Đảng Dân chủ trong cuộc bầu cử Đại Quốc hội sắp tới. |                     |                     |                                    |                                    |

Tuy không thể phủ quyết sửa đổi hiến pháp lần thứ hai nhưng tổng thống có quyền trưng cầu ý dân về sửa đổi hiến pháp. Ngày 4 tháng 6, các đảng đối lập tuyên bố có thể đề nghị Tòa án Hiến pháp hủy bỏ sửa đổi hiến pháp vì được thông qua không hợp lệ.

### Tòa án Hiến pháp
Ngày 15 tháng 6 năm 2007, Sezer quyết định trưng cầu ý dân về sửa đổi hiến pháp, đồng thời tuyên bố sẽ đề nghị Tòa án Hiến pháp hủy bỏ sửa đổi hiến pháp vì được thông qua không hợp lệ. Sự phản đối của Sezer được cho là xuất phát từ quan điểm rằng một tổng thống được bầu trực tiếp có thể gây bế tắc nếu bất đồng quan điểm với thủ tướng. Ngày 5 tháng 7, Tòa án Hiến pháp phán quyết rằng sửa đổi hiến pháp được thông qua hợp lệ và có thể tiến hành cuộc trưng cầu ý dân.
Ngoài ra, Sezer phủ quyết một dự luật khác quy định tổ chức trưng cầu ý dân vào ngày 22 tháng 7 năm 2007 thay vì vào tháng 10, khiến cho sửa đổi hiến pháp không được áp dụng đối với cuộc bầu cử tổng thống năm 2007.

## Vận động

### Lập trường
Erdoğan tuyên bố rằng chức vụ tổng thống là chức vụ chính trị và phải do nhân dân bầu ra chứ không phải do các đảng trong Đại Quốc hội.
Đảng Nhân dân Cộng hòa cáo buộc Erdoğan trả thù vì Gul không được bầu vào vị trí tổng thống và đang cố gắng đạt được mục tiêu của mình bằng cách làm suy thoái thể chế đại nghị của Thổ Nhĩ Kỳ.

## Kết quả
Kết quả cho thấy gần 70% cử tri ủng hộ sửa đổi hiến pháp với tỷ lệ cử tri đi bỏ phiếu là 67%. Ở các khu vực phía đông, tỷ lệ ủng hộ sửa đổi hiến pháp lên tới 90%. Mặt khác, các khu vực phía tây có thái độ phản đối sửa đổi hiến pháp. Những sửa đổi hiến pháp bị bác bỏ ở các tỉnh İzmir và Edirne. Cử tri của năm tỉnh Muğla, Kırklareli, Tunceli, Tekirdağ và Aydın cũng bác bỏ sửa đổi hiến pháp. Bảy tỉnh này nổi tiếng là thành trì của phe cánh tả thế tục.
| Phiếu                                   | Số phiếu   | %      |
| --------------------------------------- | ---------- | ------ |
| Thuận                                   | 19,403,987 | 68.95  |
| Chống                                   | 8,738,794  | 31.05  |
| Số phiếu hợp lệ                         | 28,142,781 | 97.74  |
| Không hợp lệ hoặc trắng                 | 651,435    | 2.26   |
| Tổng cộng                               | 28,794,216 | 100.00 |
| Cử tri đã đăng ký và cử tri đã bỏ phiếu | 42,665,149 | 67.49  |